# Bechlejovice
Bechlejovice (německy Bachelsdorf) jsou XXVI. část statutárního města Děčín. Nachází se na jihovýchodě Děčína. Bechlejovice leží v katastrálním území Březiny u Děčína o výměře 4,34 km².

## Historie
První písemná zmínka o vesnici pochází z roku 1515.

## Obyvatelstvo
Při sčítání lidu v roce 1921 ve vsi žilo 286 obyvatel (z toho 143 mužů), z nichž byli tři Čechoslováci, 281 Němců a dva cizinci. Kromě převažující římskokatolické většiny (248 osob) zde byli tři evangelíci, dva příslušníci nezjišťovaných církví a 33 lidí bez vyznání. Podle sčítání lidu z roku 1930 měla vesnice 269 obyvatel: deset Čechoslováků, 256 Němců a tři cizinci. S výjimkou šesti evangelíků, dvou příslušníků nezjišťovaných církví a 43 lidí bez vyznání se ostatní hlásili k římskokatolické církvi.
|                                                                  | 1869 | 1880 | 1890 | 1900 | 1910 | 1921 | 1930 | 1950 | 1961 | 1970 | 1980 | 1991 | 2001 | 2011 |
| ---------------------------------------------------------------- | ---- | ---- | ---- | ---- | ---- | ---- | ---- | ---- | ---- | ---- | ---- | ---- | ---- | ---- |
| Obyvatelé                                                        | 412  | 412  | 387  | 411  | 622  | 626  | 661  | 324  | 311  | 241  | 204  | 303  | 184  | 190  |
| Domy                                                             | 69   | 71   | 70   | 75   | 91   | 97   | 110  | 85   | —    | 54   | 52   | 86   | 71   | 45   |
| Počet domů z roku 1961 je zahrnut v domech místní části Březiny. |      |      |      |      |      |      |      |      |      |      |      |      |      |      |

## Pamětihodnosti
- Milník
- Venkovská usedlost čp. 7